# Rudolf Zimandl
Rudolf Zimandl (16. června 1919 Neustupov – 7. července 2010 Brandýs nad Labem) byl český katolický kněz, emeritní farář ve Mcelích, čestný kanovník kapituly sv. Štěpána v Litoměřicích.

## Životopis
Narodil se 16. června 1919 v Neustupově u Votice. Kněžské svěcení obdržel 29. června 1947 v Praze v katedrále sv. Víta. Následně byl okamžitě ustanoven kaplanem (farním vikářem) ve Slaném.
V roce 1951 se stal administrátorem farnosti ve Vraném a v Peruci. Zde působil do roku 1957.
V roce 1957 nastoupil jako farář do Mcel. Zde působil 47 let. Za vynikající kněžskou práci byl jmenován čestným kanovníkem Katedrální kapituly u sv. Štěpána v Litoměřicích.
V roce 1970 byl jmenován litoměřickým biskupem Štěpánem Trochtou osobním farářem s právem nosit synodalie a expositorium (lat. cum iure synodalium et expositorii canonicalis).
V roce 2004 odešel na vlastní žádost z aktivní služby do Kněžského domova ve Staré Boleslavi. Zemřel 7. července 2010. Do hrobu na místním hřbitově ve Mcelích byl pochován, na základě svého přání, 15. července 2010.
Do historie Nymburska se zapsal jako jeden z význačných občanů s velkým duchovním i kulturním vlivem na své současníky.

## Publikační činnost
V letech 1849-1850 došlo v obci Mcely k mariánskému zjevení - tzv. mcelský zázrak. V pozadí tohoto příběhu je příběh tří pubertálních vizionářek s rozporuplnou tehdejší reakcí veřejnosti, obavami církve i nezájmem úřadů. Ovšem všímá si této události ve svých dílech Božena Němcová, která pobývala v blízkém Nymburce v letech 1848-1850, i Karel Havlíček Borovský.
Rudolf Zimandl umožnil historikům, a také s nimi spolupracoval, přístup k důležitým dobovým zápisům, dopisům i tiskům. Tyto informace byly doplněny náročným studiem matrik, kronik a dalších pramenů. Výsledkem této náročné práce byla pak publikace k 750. výročí první písemné zmínky o obci Mcely.
Události spojené s mcelským zázrakem pak bylo možné zpracovat komplexněji nejen z pohledu dějin národních, regionálních, sociálních, hospodářských, právních a kulturních. Přibyly k nim i pohledy z hlediska etnologie, teologie, medicíny, psychologie, filozofie, kulturní antropologie a dalších oborů přírodních věd. Publikace Mcely 1252-2002, by bez přispění Zimandla těžko vznikla.

## Obnova kulturního dědictví
V období komunistické totality, přes odpor režimu se od konce 60. let 20. století pustil do obnov svěřených církevních kulturních památek. Místní občané mu v tom pomáhali i při riskování problému s tehdejšími úřady. Tyto opravy kostela ve Mcelích i dalších objektů však mohly být prováděny jen s tehdy dostupnými možnostmi. Období husákovské normalizace neznamenalo jen pronásledování kněží, ale i všech, kdo jim pomáhali nebo se s nimi stýkali.
Obrat nastal po sametové revoluci v roce 1989. Začal být dostatek odborných řemeslníků, ale finanční nároky na opravy nebývale vzrostly. Zimandlovi se podařilo zorganizovat rozsáhlou investiční akci, při níž se mu podařilo získat značné příspěvky od státních orgánů, obce Mcely, zahraniční nadace, různých sponzorů i místních občanů i rodáků. V letech 1996-2001 se mu tak postupně podařilo zajistit investice ve výši kolem 5 milionů Kč na rozsáhlé opravy cenného historického komplexu kostela, zvonice a fary. Tím zajistil zachování významného kulturního dědictví. K němu patří i cenné prvky kostelního mobiliáře před nájezdy porevolučních vykradačů kostelů. Patří k nim i provedení oprav varhan, které kostelu v Mcelích daroku v roce 1908 mcelský farník a pozdější pražský arcibiskup František Kordač. Tento příznivec se pak zasloužil o získání financí ve výši čtvrt milionu korun na rozsáhlou opravu a dostavbu kostela a zvonice v letech 1929-1930.
K dalším jím zachráněným kulturním objektům Rudolfa Zimandla patří kostel na Loučeni, v Jabkenicích a dalších na Nymbursku.

## Osobní setkání s Benediktem XVI.
Při návštěvě papeže Benedikta XVI. ve Staré Boleslavi v roce 2009 se Rudolfu Zimandlovi podařilo setkat se s ním. Jako jeden z vyvolených mu mohl podat ruku a promluvit několik slov v papežově rodné řeči - němčině.